# نينو اسشورتر
نينو اسشورتر (Nino Schurter) ولد في 13 مايو 1986 في بلدة وهو راكب دراجة سويسري محترف، في سباق الدراجات الجبلية في فريق سكوت- سويسبوار السوسري.

## السيرة الذاتية
بعد أن حقق اسشورتر عدة بطولات الناشئين وتحت 23 سنة، أصبح من المحترفين بل وفاز ايضاً بطل العالم في الفي تي تي عام 2009.

## روابط خارجية
- نينو اسشورتر على موقع الاتحاد الدولي للدراجات (الإنجليزية)
- نينو اسشورتر على موقع أرشيف الدراجات (الإنجليزية)
- نينو اسشورتر على موقع إحصائيات الدراجات الإحترافية (الإنجليزية)
- نينو اسشورتر على موقع CycleBase (الإنجليزية)
- نينو اسشورتر على موقع MTB Data (الإنجليزية)
- نينو اسشورتر على موقع أوليمبيديا (الإنجليزية)